# Governador Lindenberg

Governador Lindenberg é um município brasileiro da Região norte do estado do Espírito Santo. Emancipou-se de Colatina em maio de 1998 e pertence à Região Geográfica Intermediária de Colatina.

## Geografia
Sua população estimada em 2009 era de 10.420 habitantes. Governador Lindenberg faz parte da micro-região expandida sul do Espírito Santo e limita-se com os municípios de Linhares, Colatina, São Domingos do Norte, Rio Bananal e Marilândia. É composto pela sede e o distrito de Novo Brasil, possuindo 23 comunidades. Seu relevo é montanhoso com algumas regiões de várzeas. A altitude média é de 250 metros, com máxima de 849 m e mínima de 49 m.

## Economia
A economia do município está baseada no café.

## História
A ocupação da região do município começou na década de 1920.

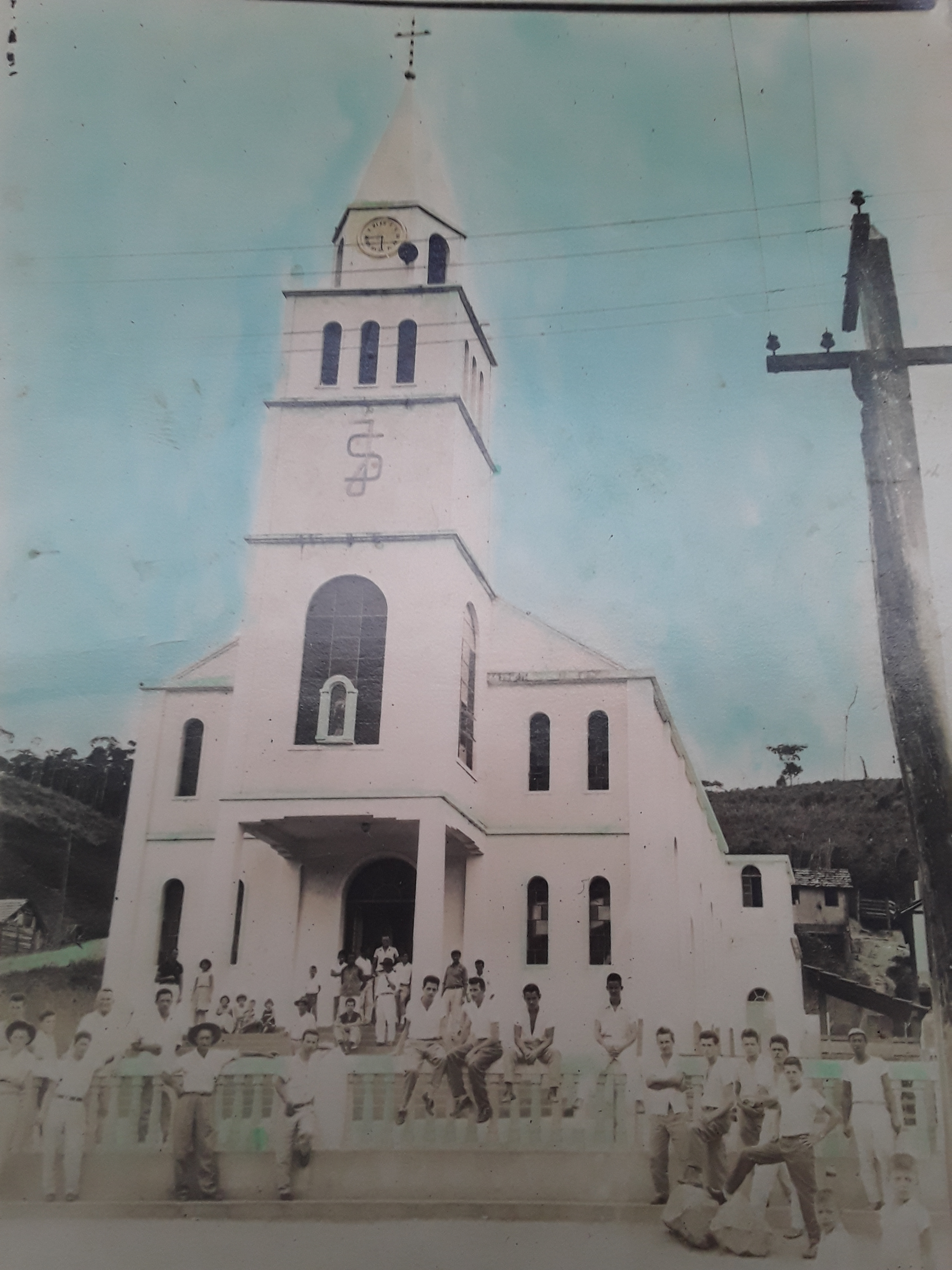
Igreja São José por volta do período de sua construção, com balaústres.

A região do município conhecida como Novo Brasil chamava-se Nova Itália em homenagem aos imigrantes italianos na região. Em meados da segunda guerra mundial, com a entrada do Brasil na guerra contra a Itália, o nome do povoado foi trocado para o atual (Novo Brasil).
O distrito de Governador Lindenberg começou a ser povoado em 1934, com atividades da religião católica tendo um papel importante para agregação da comunidade, culminando na construção da Igreja São José em 1957.
O povoado do cinquenta e um (51) foi rebatizado como Governador Lindenberg em 1946, em homenagem da Camara Municipal de Colatina ao governador do estado na época, Carlos Fernando Monteiro Lindenberg.
O transporte inicial para o munícipio era feito através de tropas de burros, com abertura de linhas de onibus incluindo a atual Viação Pretti, que faz o transporte de Colatina ao município.
A energia elétrica foi instalada no município em 1967 e a estrada asfaltada em 1986.

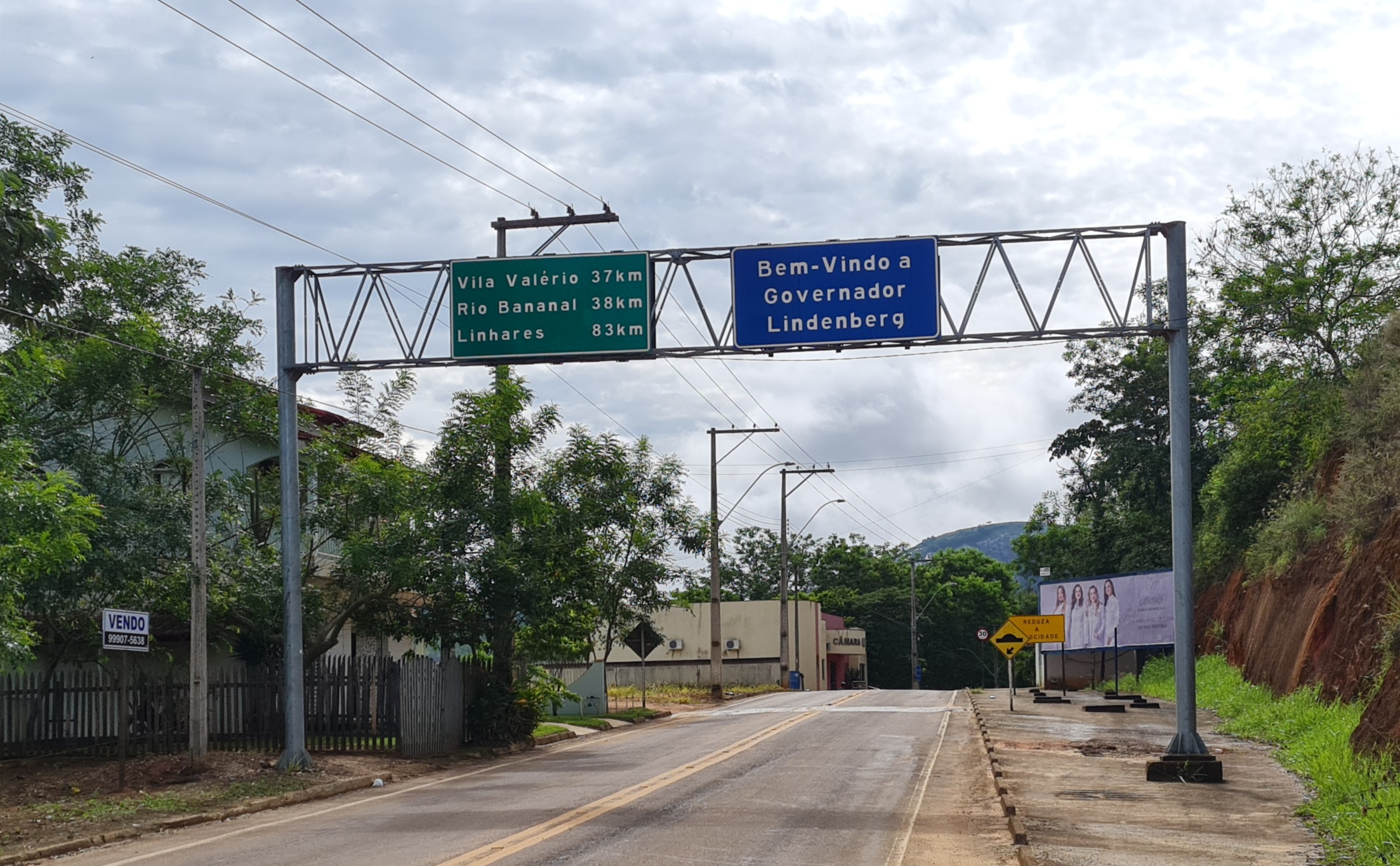
Pórtico simples na entrada da cidade pela rodovia ES-360, vindo de Colatina

Em 1968, o distrito de Governador Lindenberg se separou do distrito de Novo Brasil, e ambos permaneceram como parte de Colatina até a emancipação em 1998.
Após aprovação por plebiscito em 29 de junho de 1997,  em 11 de maio de 1998 a emancipação conjunta de ambos distritos foi sancionada, dando origem ao município de Governador Lindenberg.

## Cultura

### Esportes
Dentro do município há diversos clubes de futebol de campo, como o Atlético Esporte Clube, fundado em 1969, e o Nacional Futebol Clube, fundado em 1967.[carece de fontes?]